# L'Infini (collection)
Pour les articles homonymes, voir L'Infini.
L'Infini est une revue et une collection littéraire des éditions Gallimard fondée à Paris en 1983 par l'écrivain Philippe Sollers pour prendre la suite de la revue Tel quel.

## Présentation

### La revue
L'éditorial du premier numéro daté hiver 1983, est introduit par une citation du philosophe Hegel — « L'infini, l'affirmation, comme négation de la négation… » — sans pour autant justifier le titre comme le laisse entendre le contenu du préambule dialogué où sont évoqués Borges, Lautréamont, Bataille, ou Dante. Le sous-titre générique est : « littérature, philosophie, art, science, politique ». L'éditeur est Denoël, puis la revue est publiée, à partir de 1987, par les éditions Gallimard. Sa périodicité est trimestrielle. Les premiers numéros ne comportent pas de comité de rédaction, seul Sollers est signalé comme directeur-gérant, assisté au secrétariat par Marcelin Pleynet.
Le premier sommaire annonce un extrait de Paradis de Sollers, puis Norman Mailer, Stéphane Mosès, Franz Rosenzweig, Julia Kristeva, Alain Finkielkraut, Laurent Dispot, René Girard, Marcelin Pleynet, Pierre Guyotat, Daniel Sibony, Jeffrey Mehlman. La revue est par ailleurs illustrée par de nombreuses reproductions de photographies. L'ensemble fait 128 pages en un format proche du carré. Le prix de lancement est de 54 francs.
La publication a l'air de s'arrêter avec le n° 148 au printemps 2022.
Le n°59, La question pédophile, publié à l'automne 1997, rassemble des écrits de Renaud Camus, Marie Darrieussecq, Annie Ernaux, Michel Houellebecq, Mathieu Lindon, Gabriel Matzneff, Dominique Noguez, Michel Onfray et René Schérer.

#### Autres auteurs publiés
- Marc-Édouard Nabe
- Philippe Muray
- Jean-Jacques Schuhl
- Jacques Henric
- Pierre Bourgeade
- François Meyronnis
- Yannick Haenel
- Frédéric Berthet, Daimler s'en va (1988), prix Roger-Nimier
- David di Nota
- Marc Pautrel
- Clément Rosset
- Stéphane Zagdanski
- Alexandre Duval-Stalla
- Chantal Thomas
- Thomas Ravier
- Cécile Guilbert
- Bernard Sichère
- Alessandro Mercuri
- Steven Sampson
- Gabriel Matzneff
- Éric Marty

### La collection de livres
Philippe Sollers dirige une collection de livres, portant le même nom que sa revue, chez Denoël, à partir de 1984, puis chez Gallimard à partir de 1987.